# Люцьонжа (Західнопоморське воєводство)
Люцьонжа (пол. Luciąża, нім. Sack) — село в Польщі, у гміні Плоти Ґрифицького повіту Західнопоморського воєводства.
У 1975-1998 роках село належало до Щецинського воєводства.